# Piotrkówek (województwo łódzkie)
Piotrkówek – wieś w Polsce położona w województwie łódzkim, w powiecie łęczyckim, w gminie Grabów.
W latach 1975–1998 miejscowość położona była w województwie konińskim.
Zobacz też: Piotrkówek, Piotrkowo, Piotrkówek Duży, Piotrkówek Mały